# Al-Hashr

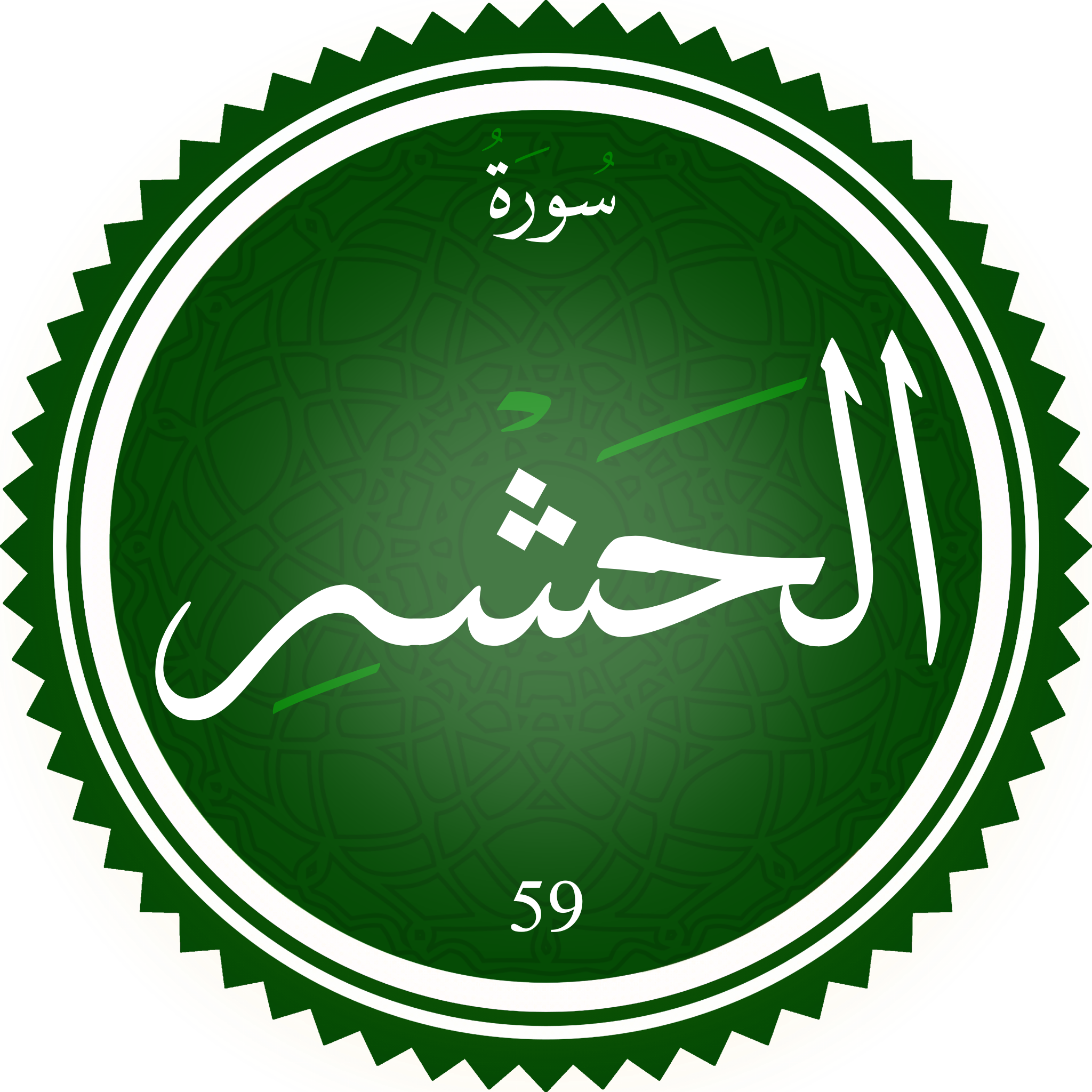
Sura al-Hashr.

Al-Hashr (arabiska: سورة الحشر) ("Mönstringen") är den femtionionde suran i Koranen med 24 verser (ayah). Suran beskriver konflikten mellan det muslimska samfundet och den välbeställda judiska stammen Banu Nadīr som bodde i Medina på profeten Muhammeds tid. Banu Nadīr bröt en överenskommen pakt om att förhålla sig neutrala i stridigheterna mellan muslimerna och de hedniska qurayshiterna och kom därför på grund av sitt förräderi att förvisas ur staden. De flesta av dem tog med sig sin lösa egendom och utvandrade till Syrien eller oasen Khaybar. Det historiska skeendet belyser lärdomen att även om de troende är underlägsna i såväl antal som rikedom kan de vara förvissade om seger över sina motståndare så länge de verkligen fruktar Gud, "den Allsmäktige, den Vise" – en formulering som återkommer i suran första och sista vers. Suran är också känd som Surah An-Nadīr.